# Геусу Коне
Ге́усу Коне́ (фр. Gaoussou Koné; 28 квітня 1944) — івуарійський бігун на короткі дистанції. Дворазовий чемпіон Всеафриканських ігор.

## Участь в Олімпіадах
| Олімпіада   | Дисципліна            | Місце          |
| ----------- | --------------------- | -------------- |
| Токіо 1964  | біг на 100 метрів     | 6 у фіналі     |
| Мехіко 1968 | біг на 100 метрів     | 5 у 1/2 фіналу |
| Мехіко 1968 | естафета 4x100 метрів | 7 у 1/2 фіналу |
| Мюнхен 1972 | естафета 4x100 метрів | 5 у 1 раунді   |